# Las Junturas
Las Junturas é um município da província de Córdova, na Argentina.